# Кумрук
Кумрук (баш. Ҡумрыҡ) — племя в составе табынской группы башкир.

## Этническая история
Происхождение племени кумрук связано с древними тюрками Южной Сибири. И самодийцами в частности камасинцами 
На карте ф.Страленберга к югу от телецкого озера имеется надпись "populi kanka ragai". А.М.МАЛОЛЕТКО видит здесь локализацию народа (populi) кана (кангарай),который можно индефицировать с самодийским р.кан, К тому же на карте А.Дженкинсона(1598) к югу оо телецкого озера сделана надпись "SAMOYEDA".

Из этого следует что кумрук род смешанный состоящий из тюрков, самодийцев 
Кумрукцы расселились в бассейне реки Инзер, где смешались с соседними кудейскими родами.

## Анализ Y-ДНК
Анализ Y-ДНК выявил у некоторых представителей племени кумрук гаплогруппу I2.

## Расселение
Долгое время вотчинные земли племени кумрук находились в составе табынских волостей.

В 1700 году Кумрык-Табынская волость стала самостоятельной, выделившись из Курпеч-Табынской волости: 
«с оного по себе собственно сами начали было именоваться кумрук-табынцами..»
В 1731 году кумрык-табынские башкиры свои земли в количестве 53814 десятин разделили между тремя тюбами (подразделениями волости): Бякриш, Улуман и Миняюс.
Всего на территории Кумрык-Табынской волости в XVIII веке было всего 10 деревень — Абзаново, Айтмембетово, Азово, Гайфуллинское, Тимербаево, Узунларово, Тавакачево, Тереклы, Яксаново. В 1798—1865 гг. эти деревни вошли в состав 7-го башкирского кантона.
Деревни Кумрык-Табынской волости в административном отношении находились в составе Стерлитамакского уезда Уфимской провинции, затем Оренбургской губернии, а с 1865 года — Уфимской губернии. С 20 августа 1930 года они вошли в состав Архангельский район Башкортостана.
Жители волости занимались скотоводством, пчеловодством, частично хлебопашеством. Многие кумрык-табынцы, не занимающиеся земледелием, заготовляли золу для поташного завода, перевозили медную руду на Архангельский завод и шадрик и поташ в Уфу.
По материалам XVIII века д. Абзаново при р. Инзер основана старшиной Кумрык-Табынской волости Якшембетом Урасовым. Он известен тем, что в 1760 году сообщил Оренбургскому горному начальству об открытии нефтяного месторождения на территории вотчины.
Ныне все территоррии кумрук табынцев находятся в архангельском районе и занимают большую часть земель 
В селе Абзаново досихпор народ не забывает о своих кумрукских корнях
И имеется настенная надпись на пещере на старобашкирской арабице.